# Bubnová brzda

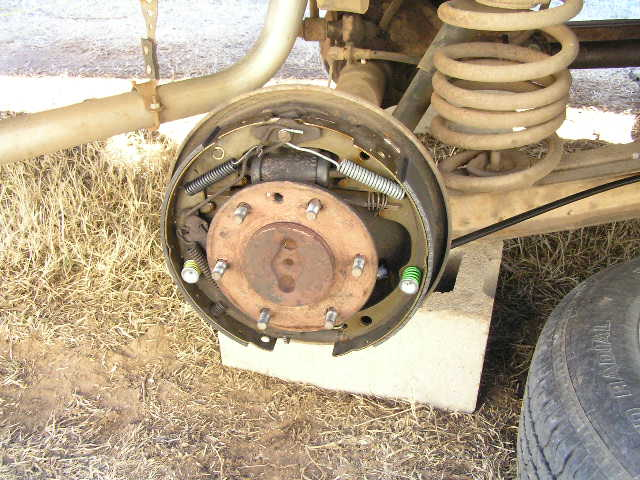
Bubnová brzda z nákladního vozidla z konce 60. let

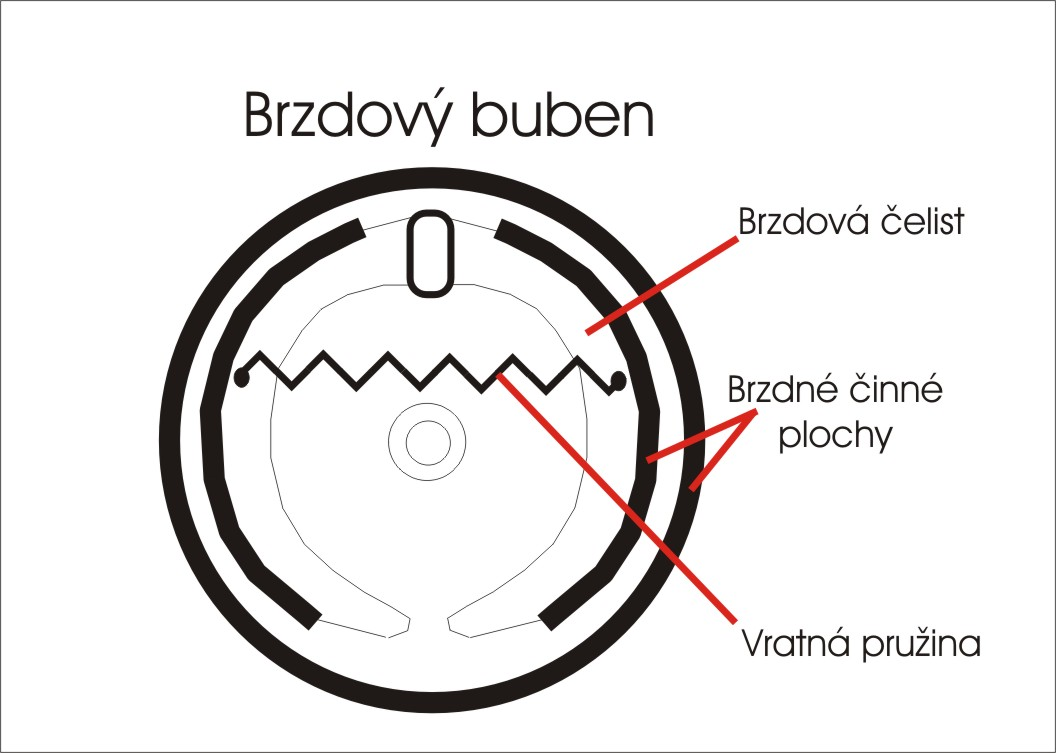
Struktura bubnové brzdy

Bubnová brzda je brzda, u níž brzdové elementy působí na vnitřní povrch válcové plochy tělesa (bubnu) spojeného s brzděnou součástí. Bubnové brzdy používané v motorových vozidlech jsou třecí s vnitřními brzdovými čelistmi. Bubnová brzda se skládá z brzdového bubnu, brzdové čelisti, štítu brzdy, rozpěrného mechanismu a vratných pružin.

## Princip činnosti
Brzdový buben je pevně spojen s rotující brzděnou součástí (u motorových vozidel s nábojem kola). Při brzdění jsou brzdové čelisti přitlačovány rozpěrným ústrojím na vnitřní plochu bubnu a tím vzniká tření, čímž se přeměňuje kinetická energie na energii tepelnou a vytváří se brzdná síla. Přítlačná síla může být vytvořena dvěma způsoby:
- hydraulicky pomocí rozpěrného válečku (provozní brzda)
- mechanicky pomocí rozpěrné páky (parkovací a nouzová brzda).

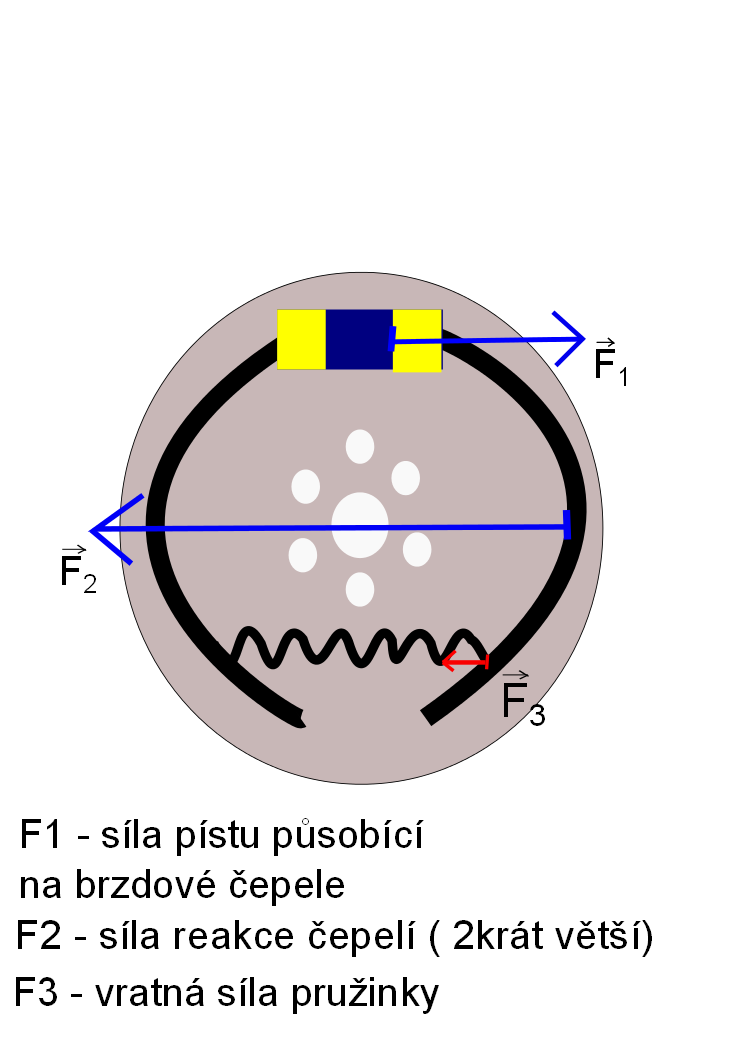
Bubnová brzda - popis

## Rozdělení
- Simplex (jednonábežná brzda)
- Duplex (dvounábežná brzda)
- Servo (brzda se spřaženými čelistmi)
- Duo - Duplex (dvounábežná obousměrná brzda)
- Duo - servo (brzda se spřaženými čelistmi obousměrná)

### Brzdový buben
Brzdové bubny se vyrábějí z šedé litiny, ocelolitiny nebo slitiny pevných kovů aby měl vysokou odolnost proti otěru. Bubny musí být tvarově i tepelně stálé a musí dobře odvádět teplo vznikající při brzdění. Brzdné plochy musí být jemně a přesně opracované aby se zajistil co nejlepší styk s brzdnými čelistmi.

### Brzdové čelisti
Brzdové čelisti bývají vyrobeny z ocelového plechu a jsou konstruovány do tvaru půlměsíce s profilem "T" aby se při brzdění nekroutily.
Na brzdových čelistech je nalepeno případně přinýtováno brzdové obložení. Brzdové obložení je kompozitní materiál vyráběný práškovou metalurgií z pilin různých kovů a pojidel.

### Rozpěrné zařízení
Rozpěrným zařízením jsou podle konstrukce brzdy jeden nebo dva rozpěrné válečky a čep. Rozpěrný váleček může mít jeden nebo dva pístky. Sešlápnutím brzdového pedálu se tlak kapaliny přenese na plochu pístku, ten se vysune a přitlačí brzdovou čelist k bubnu.

## Výhody
- Celé ústrojí brzdy je umístěno uvnitř bubnu a tak je chráněno proti nepříznivým vlivům nečistot z okolí
- Oproti kotoučovým brzdám mají brzdy bubnové delší životnost obložení
- Snadné spojení s parkovací brzdou

## Nevýhody
- Při zahřátí vlivem delšího brzdění klesá brzdný účinek. Při přílišném přehřátí může dojít k deformaci brzdového bubnu a nerovnoměrnosti brzdění
- Náběžná brzdová čelist je třecím momentem přitlačována k bubnu, čímž se stále zvyšuje brzdná síla a při překročení určité hranice může dojít k tzv. "zakousnutí" brzdy a vyvolání smyku vozidla.
- Naopak úběžná čelist je třecím momentem ze záběru vytlačována, čímž se snižuje její brzdná síla a dochází k nerovnoměrnému opotřebení brzdových čelistí.

Bubnová brzda byla používána během 20. století v osobních automobilech, dnes je na ústupu, ale u strojů pracujících v těžkých podmínkách (například zemědělské nebo lesnické stroje) se pro svou odolnost proti nečistotám používá stále.